# Musée pyrénéen de Lourdes

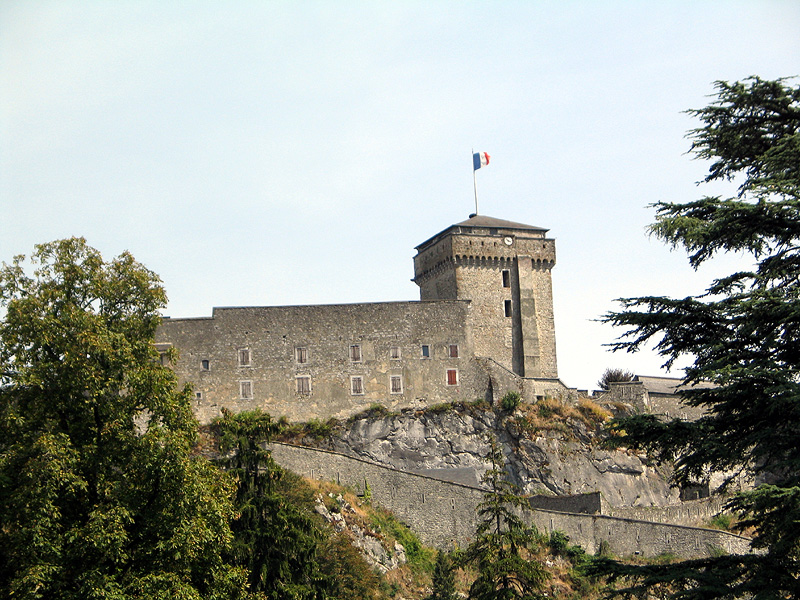
Le château

Le musée pyrénéen de Lourdes est un musée consacré aux Pyrénées sous tous leurs aspects, installé depuis 1921 dans le château fort de Lourdes (Hautes-Pyrénées).

## Site

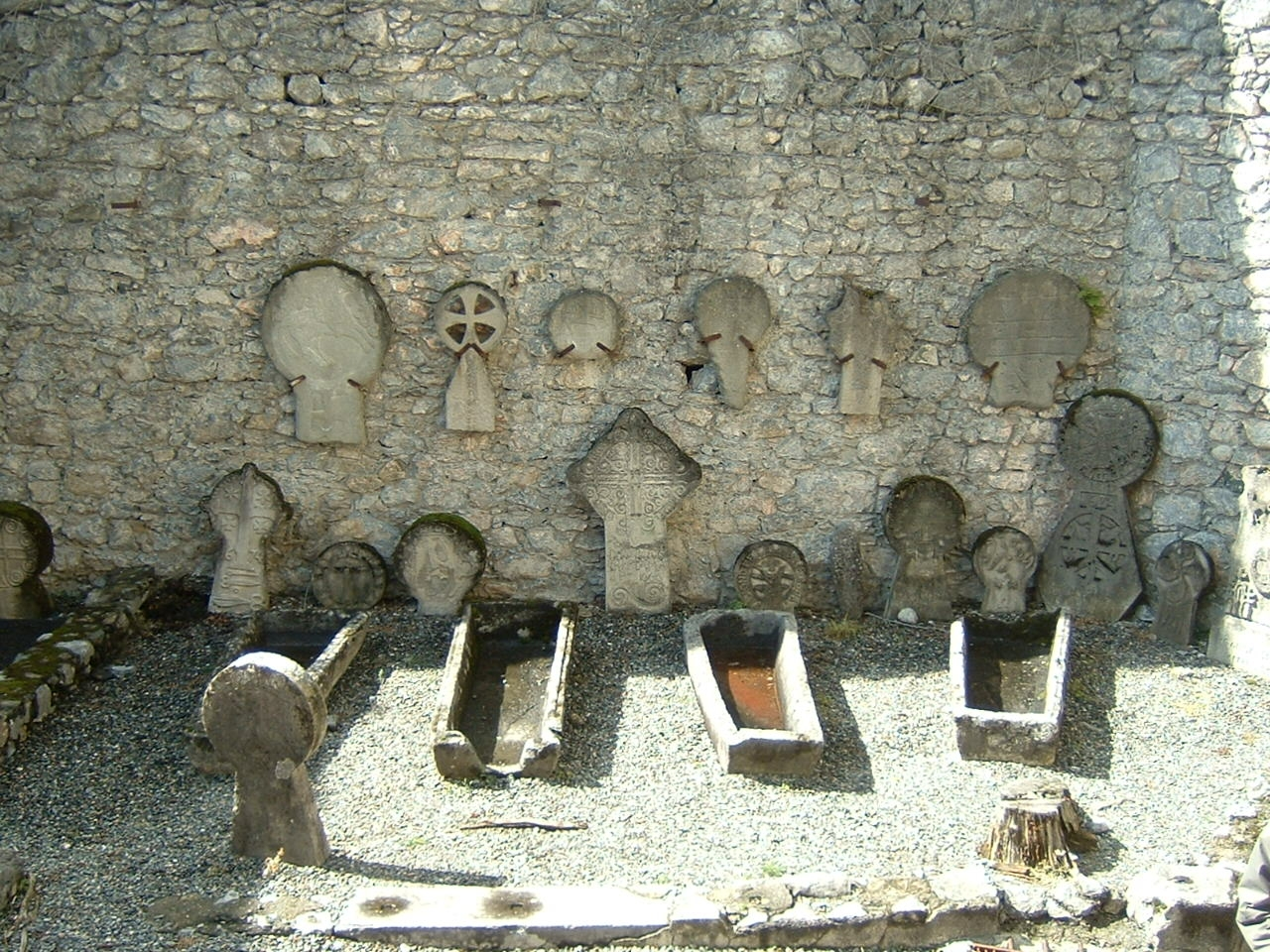
Dépôt lapidaire : stèles discoïdales et sarcophages, provenant de la nécropole entre le château et l'église Saint-Pierre

Le château fort est situé en position stratégique pour commander les 7 vallées du Lavedan. Son origine est très ancienne, puisqu'il a été un site d'occupation romaine, et la légende relate un siège par Charlemagne, mais les plus anciens vestiges apparents sont les fondations, remontant aux XIe et XIIe siècles. Renforcé aux XIIIe et XIVe, où on éleva le donjon massif. Les aménagements se poursuivirent du XVIIe au XIXe siècle. Le château est classé Monument historique.

## Histoire

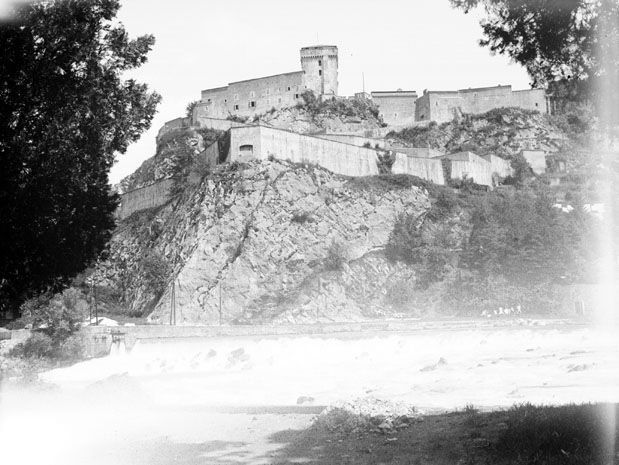
Le château et la gare, photographie d'Eugène Trutat, 1906

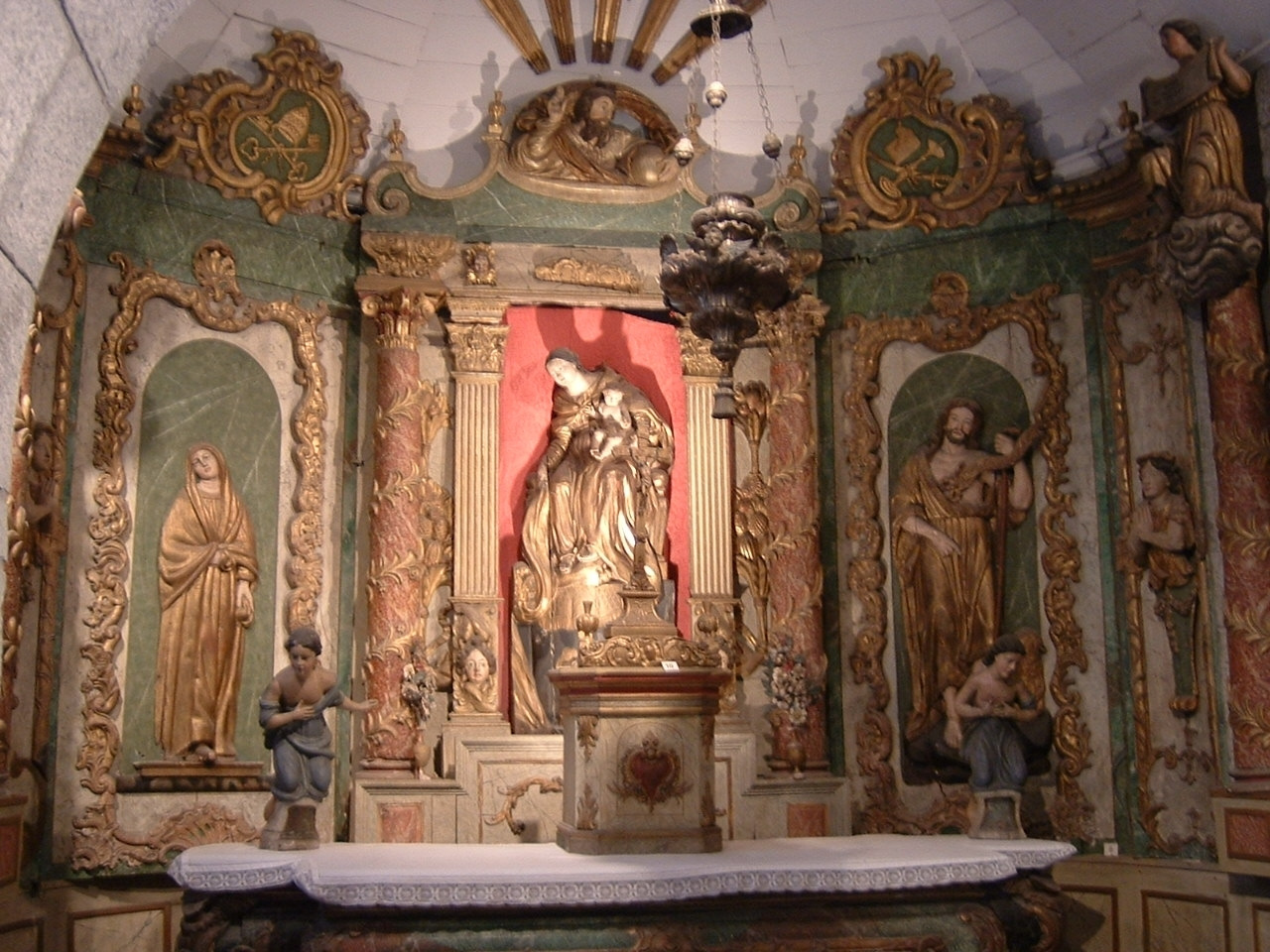
Chapelle Notre-Dame, retable de l'ancienne église Saint-Pierre

La création du musée pyrénéen est due à Louis Le Bondidier (1878-1945), inséparable de son épouse Margalide, lorrains d'origine, tombés définitivement, comme beaucoup d'autres, amoureux de ces montagnes. Ils y déposèrent leurs propres collections glanées au cours d'une longue carrière pyrénéiste et fruit de leurs relations avec le monde du pyrénéisme. En 1913, contraint par la maladie d'abandonner toute activité physique, Le Bondidier se consacre entièrement à son projet de musée pyrénéen. Appuyé par le Touring club de France, il réussit à convaincre la municipalité lourdaise de lui céder le vieux château, qui sert alors de réservoir d'eau pour la ville. Un bail de 99 ans est signé avec le Touring Club de France, désormais locataire des lieux. Après une intense activité d'aménagement et d'installations, le Musée peut ouvrir en 1921. Le Bondidier en est le conservateur. Il continue à s'occuper de tourisme, de pyrénéisme, et de l'accroissement des collections du musée. Il crée les éditions de l'Échauguette (la vignette qui sert de logotype est de Charles Jouas). Margalide réalise elle-même, au long de plusieurs années, des maquettes d'édifices pyrénéens et des spécimens d'architecture : la cathédrale et le village de Saint-Bertrand de Comminges, Saint-Martin du Canigou, un village aragonais, une ferme basque, etc.
Le Bondidier, mort en 1945, est enterré à Gavarnie, près de Franz Schrader, au pied du cirque. Margalide lui succède comme conservateur du musée, jusqu'à sa mort survenue en mai 1960.
Le musée est labellisé Musée de France. Il est affilié à la Fédération des Écomusées et Musées de société.

## Collections

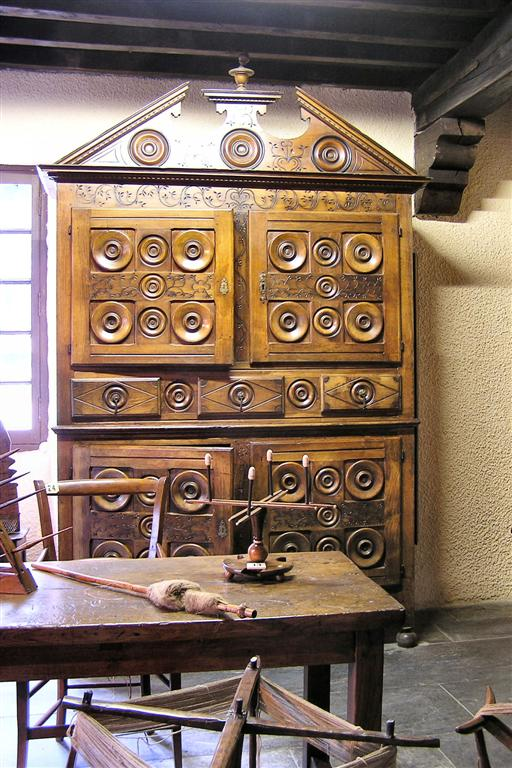
Armoire, XIXe siècle

### Objets

#### Ethnographie
Objets liés aux activités économiques traditionnelles : pastoralisme, agriculture, fabrication des fromages, etc. Instruments aratoires, sonnailles, jougs. Mobilier régional

#### Arts décoratifs et religieux
Faïences de Samadet. Mobilier religieux baroque.

### Fonds d'archives
Les fonds d'archives proviennent des collections des grands pyrénéistes, ainsi que des archives sur Lourdes et la Bigorre.

#### Pyrénéisme
- Fonds Ramond de Carbonnières.
- Fonds Nansouty-Vaussenat, fondateurs de l'observatoire du Pic du Midi de Bigorre.
- Fonds Lucien Briet, manuscrits et photographies sur le Haut-Aragon.
- Fonds Georges Ledormeur, notes de courses, cartes, photographies.
- Fonds des pyrénéistes Franz Schrader, Wallon, Meillon, Russell, Hossard, Arlaud.

#### Iconographie
- Le fonds iconographique du musée comprend plus de 6 200 estampes et dessins, isolés ou en albums : Gavarni, Melling, Gorse, Petit, Dévéria, Pingret, Cicéri..., 130 peintures des XIXe et XXe siècles : Dupré, Meyer, Doré, Gélibert, Galos, Schrader...
- Le fonds Charles Jouas, 127 dessins et aquarelles.
- Affiches.
- Photographies, dont les plus anciennes de Farnham Maxwell-Lyte (entre 1854 et 1860).
- Fonds Margalide Le Bondidier, photographies entre 1921 et 1960.
- Fonds cartographique, cartes des Pyrénées depuis le XVIe siècle.

#### Fonds imprimé
Le fonds imprimé comprend des revues comme l'Alpine Journal, Le Bulletin de la Société Ramond, le Bulletin pyrénéen, etc.
- Un fonds consacré à Lourdes au temps des apparitions (1858).
- La bibliothèque personnelle de Ramond de Carbonnières.
- La bibliothèque personnelle de Louis Baquerisse, ouvrages en occitan.

## Expositions
Le musée organise régulièrement des expositions  temporaires sur des thèmes variés en rapport avec le patrimoine pyrénéen. Parmi les plus remarquables :
- Eugène Viollet-Le-Duc, Voyage aux Pyrénées, 1833, 1972
- Eugène Delacroix aux Pyrénées, 1845, 1975
- Un naturaliste dans les Pyrénées pendant la Révolution, Ramond, 1989-1990
- Charles Jouas (1866-1942), un artiste aux Pyrénées, 1992
- Lucien Briet dans les Pyrénées Centrales (1889-1911) ou le début de l’aventure photographique, 1993

## Conservateurs
- Louis Le Bondidier (1921-1945)
- Margalide Le Bondidier (1945-1960)
- Jean Robert (1965-1985)
- Geneviève Marsan (1986-2005)
- Rachel Suteau (2018-)

## Association des Amis du Musée pyrénéen
Créée par Louis et Margalide Le Bondidier, l'association se donne comme objet la poursuite de leur action. Son siège social est au château où elle tient ses réunions habituelles.

### Publications
L'Association publie depuis 1950 la revue Pyrénées, trimestriel qui a succédé au Bulletin pyrénéen créé en 1896. La revue est l'organe officiel de l'association, mais aussi du Mont Perdu Patrimoine mondial, des Amis du Parc national des Pyrénées, de la Fédération communautaire des accompagnateurs en montagne pyrénéenne.
Elle réalise aussi des publications d'ouvrages importants sur les Pyrénées, comme Les Anglais dans les Pyrénées de Joseph Duloum (1970), Images romantiques des Pyrénées de Marguerite Gaston (1975), Viollet le Duc aux Pyrénées (1972) ou Delacroix aux Pyrénées (1975), sans parler de la réédition de Cent ans aux Pyrénées d'Henri Beraldi (1977).
Le Musée publie aussi les catalogues d'expositions.